# Пелле тема
Те́ма Пелле — тема в шаховій композиції. Суть теми — рух білих, або чорних фігур в процесі гри по лінії їхньої зв'язки.

## Історія
Цю ідею запропонував французький шаховий композитор Чарльз Пелле (12.12.1911 — 08.08.1965).
Вона широко розроблялась в кооперативному жанрі, але є ряд тем і в ортодоксальному жанрі на прямий мат, де складовою теми є також рух фігур по лінії зв'язки. У цій ідеї зв'язана фігура обмежена в русі і може зробити хід лише по лінії зв'язки, але саме такий хід веде до мети. Є ряд задач, де виражено в одному творі рух по лінії зв'язки і білих, і чорних фігур.
Ідея дістала назву — те́ма Пелле. Рух чорної фігури по лінії зв'язки використовується в перекритті Лейбовіча.

## Форми вираження теми
Існує біла форма теми, чорна форма і повна форма.

### Біла форма теми
При вираженні теми в білій формі, в рішенні білі фігури рухаються по лінії своєї зв'язки.
|   | a | b | c | d | e | f | g | h |   |
| 8 | d8 чорний ферзь · e7 чорний слон · b6 білий слон · a5 білий король · c5 білий пішак · h5 білий слон · d4 чорний кінь · e4 чорний пішак · a3 біла тура · b3 білий пішак · d3 чорний кінь · e3 чорний король · h3 білий кінь · a1 чорна тура · b1 чорна тура | d8 чорний ферзь · e7 чорний слон · b6 білий слон · a5 білий король · c5 білий пішак · h5 білий слон · d4 чорний кінь · e4 чорний пішак · a3 біла тура · b3 білий пішак · d3 чорний кінь · e3 чорний король · h3 білий кінь · a1 чорна тура · b1 чорна тура | d8 чорний ферзь · e7 чорний слон · b6 білий слон · a5 білий король · c5 білий пішак · h5 білий слон · d4 чорний кінь · e4 чорний пішак · a3 біла тура · b3 білий пішак · d3 чорний кінь · e3 чорний король · h3 білий кінь · a1 чорна тура · b1 чорна тура | d8 чорний ферзь · e7 чорний слон · b6 білий слон · a5 білий король · c5 білий пішак · h5 білий слон · d4 чорний кінь · e4 чорний пішак · a3 біла тура · b3 білий пішак · d3 чорний кінь · e3 чорний король · h3 білий кінь · a1 чорна тура · b1 чорна тура | d8 чорний ферзь · e7 чорний слон · b6 білий слон · a5 білий король · c5 білий пішак · h5 білий слон · d4 чорний кінь · e4 чорний пішак · a3 біла тура · b3 білий пішак · d3 чорний кінь · e3 чорний король · h3 білий кінь · a1 чорна тура · b1 чорна тура | d8 чорний ферзь · e7 чорний слон · b6 білий слон · a5 білий король · c5 білий пішак · h5 білий слон · d4 чорний кінь · e4 чорний пішак · a3 біла тура · b3 білий пішак · d3 чорний кінь · e3 чорний король · h3 білий кінь · a1 чорна тура · b1 чорна тура | d8 чорний ферзь · e7 чорний слон · b6 білий слон · a5 білий король · c5 білий пішак · h5 білий слон · d4 чорний кінь · e4 чорний пішак · a3 біла тура · b3 білий пішак · d3 чорний кінь · e3 чорний король · h3 білий кінь · a1 чорна тура · b1 чорна тура | d8 чорний ферзь · e7 чорний слон · b6 білий слон · a5 білий король · c5 білий пішак · h5 білий слон · d4 чорний кінь · e4 чорний пішак · a3 біла тура · b3 білий пішак · d3 чорний кінь · e3 чорний король · h3 білий кінь · a1 чорна тура · b1 чорна тура | 8 |
| 7 | d8 чорний ферзь · e7 чорний слон · b6 білий слон · a5 білий король · c5 білий пішак · h5 білий слон · d4 чорний кінь · e4 чорний пішак · a3 біла тура · b3 білий пішак · d3 чорний кінь · e3 чорний король · h3 білий кінь · a1 чорна тура · b1 чорна тура | d8 чорний ферзь · e7 чорний слон · b6 білий слон · a5 білий король · c5 білий пішак · h5 білий слон · d4 чорний кінь · e4 чорний пішак · a3 біла тура · b3 білий пішак · d3 чорний кінь · e3 чорний король · h3 білий кінь · a1 чорна тура · b1 чорна тура | d8 чорний ферзь · e7 чорний слон · b6 білий слон · a5 білий король · c5 білий пішак · h5 білий слон · d4 чорний кінь · e4 чорний пішак · a3 біла тура · b3 білий пішак · d3 чорний кінь · e3 чорний король · h3 білий кінь · a1 чорна тура · b1 чорна тура | d8 чорний ферзь · e7 чорний слон · b6 білий слон · a5 білий король · c5 білий пішак · h5 білий слон · d4 чорний кінь · e4 чорний пішак · a3 біла тура · b3 білий пішак · d3 чорний кінь · e3 чорний король · h3 білий кінь · a1 чорна тура · b1 чорна тура | d8 чорний ферзь · e7 чорний слон · b6 білий слон · a5 білий король · c5 білий пішак · h5 білий слон · d4 чорний кінь · e4 чорний пішак · a3 біла тура · b3 білий пішак · d3 чорний кінь · e3 чорний король · h3 білий кінь · a1 чорна тура · b1 чорна тура | d8 чорний ферзь · e7 чорний слон · b6 білий слон · a5 білий король · c5 білий пішак · h5 білий слон · d4 чорний кінь · e4 чорний пішак · a3 біла тура · b3 білий пішак · d3 чорний кінь · e3 чорний король · h3 білий кінь · a1 чорна тура · b1 чорна тура | d8 чорний ферзь · e7 чорний слон · b6 білий слон · a5 білий король · c5 білий пішак · h5 білий слон · d4 чорний кінь · e4 чорний пішак · a3 біла тура · b3 білий пішак · d3 чорний кінь · e3 чорний король · h3 білий кінь · a1 чорна тура · b1 чорна тура | d8 чорний ферзь · e7 чорний слон · b6 білий слон · a5 білий король · c5 білий пішак · h5 білий слон · d4 чорний кінь · e4 чорний пішак · a3 біла тура · b3 білий пішак · d3 чорний кінь · e3 чорний король · h3 білий кінь · a1 чорна тура · b1 чорна тура | 7 |
| 6 | d8 чорний ферзь · e7 чорний слон · b6 білий слон · a5 білий король · c5 білий пішак · h5 білий слон · d4 чорний кінь · e4 чорний пішак · a3 біла тура · b3 білий пішак · d3 чорний кінь · e3 чорний король · h3 білий кінь · a1 чорна тура · b1 чорна тура | d8 чорний ферзь · e7 чорний слон · b6 білий слон · a5 білий король · c5 білий пішак · h5 білий слон · d4 чорний кінь · e4 чорний пішак · a3 біла тура · b3 білий пішак · d3 чорний кінь · e3 чорний король · h3 білий кінь · a1 чорна тура · b1 чорна тура | d8 чорний ферзь · e7 чорний слон · b6 білий слон · a5 білий король · c5 білий пішак · h5 білий слон · d4 чорний кінь · e4 чорний пішак · a3 біла тура · b3 білий пішак · d3 чорний кінь · e3 чорний король · h3 білий кінь · a1 чорна тура · b1 чорна тура | d8 чорний ферзь · e7 чорний слон · b6 білий слон · a5 білий король · c5 білий пішак · h5 білий слон · d4 чорний кінь · e4 чорний пішак · a3 біла тура · b3 білий пішак · d3 чорний кінь · e3 чорний король · h3 білий кінь · a1 чорна тура · b1 чорна тура | d8 чорний ферзь · e7 чорний слон · b6 білий слон · a5 білий король · c5 білий пішак · h5 білий слон · d4 чорний кінь · e4 чорний пішак · a3 біла тура · b3 білий пішак · d3 чорний кінь · e3 чорний король · h3 білий кінь · a1 чорна тура · b1 чорна тура | d8 чорний ферзь · e7 чорний слон · b6 білий слон · a5 білий король · c5 білий пішак · h5 білий слон · d4 чорний кінь · e4 чорний пішак · a3 біла тура · b3 білий пішак · d3 чорний кінь · e3 чорний король · h3 білий кінь · a1 чорна тура · b1 чорна тура | d8 чорний ферзь · e7 чорний слон · b6 білий слон · a5 білий король · c5 білий пішак · h5 білий слон · d4 чорний кінь · e4 чорний пішак · a3 біла тура · b3 білий пішак · d3 чорний кінь · e3 чорний король · h3 білий кінь · a1 чорна тура · b1 чорна тура | d8 чорний ферзь · e7 чорний слон · b6 білий слон · a5 білий король · c5 білий пішак · h5 білий слон · d4 чорний кінь · e4 чорний пішак · a3 біла тура · b3 білий пішак · d3 чорний кінь · e3 чорний король · h3 білий кінь · a1 чорна тура · b1 чорна тура | 6 |
| 5 | d8 чорний ферзь · e7 чорний слон · b6 білий слон · a5 білий король · c5 білий пішак · h5 білий слон · d4 чорний кінь · e4 чорний пішак · a3 біла тура · b3 білий пішак · d3 чорний кінь · e3 чорний король · h3 білий кінь · a1 чорна тура · b1 чорна тура | d8 чорний ферзь · e7 чорний слон · b6 білий слон · a5 білий король · c5 білий пішак · h5 білий слон · d4 чорний кінь · e4 чорний пішак · a3 біла тура · b3 білий пішак · d3 чорний кінь · e3 чорний король · h3 білий кінь · a1 чорна тура · b1 чорна тура | d8 чорний ферзь · e7 чорний слон · b6 білий слон · a5 білий король · c5 білий пішак · h5 білий слон · d4 чорний кінь · e4 чорний пішак · a3 біла тура · b3 білий пішак · d3 чорний кінь · e3 чорний король · h3 білий кінь · a1 чорна тура · b1 чорна тура | d8 чорний ферзь · e7 чорний слон · b6 білий слон · a5 білий король · c5 білий пішак · h5 білий слон · d4 чорний кінь · e4 чорний пішак · a3 біла тура · b3 білий пішак · d3 чорний кінь · e3 чорний король · h3 білий кінь · a1 чорна тура · b1 чорна тура | d8 чорний ферзь · e7 чорний слон · b6 білий слон · a5 білий король · c5 білий пішак · h5 білий слон · d4 чорний кінь · e4 чорний пішак · a3 біла тура · b3 білий пішак · d3 чорний кінь · e3 чорний король · h3 білий кінь · a1 чорна тура · b1 чорна тура | d8 чорний ферзь · e7 чорний слон · b6 білий слон · a5 білий король · c5 білий пішак · h5 білий слон · d4 чорний кінь · e4 чорний пішак · a3 біла тура · b3 білий пішак · d3 чорний кінь · e3 чорний король · h3 білий кінь · a1 чорна тура · b1 чорна тура | d8 чорний ферзь · e7 чорний слон · b6 білий слон · a5 білий король · c5 білий пішак · h5 білий слон · d4 чорний кінь · e4 чорний пішак · a3 біла тура · b3 білий пішак · d3 чорний кінь · e3 чорний король · h3 білий кінь · a1 чорна тура · b1 чорна тура | d8 чорний ферзь · e7 чорний слон · b6 білий слон · a5 білий король · c5 білий пішак · h5 білий слон · d4 чорний кінь · e4 чорний пішак · a3 біла тура · b3 білий пішак · d3 чорний кінь · e3 чорний король · h3 білий кінь · a1 чорна тура · b1 чорна тура | 5 |
| 4 | d8 чорний ферзь · e7 чорний слон · b6 білий слон · a5 білий король · c5 білий пішак · h5 білий слон · d4 чорний кінь · e4 чорний пішак · a3 біла тура · b3 білий пішак · d3 чорний кінь · e3 чорний король · h3 білий кінь · a1 чорна тура · b1 чорна тура | d8 чорний ферзь · e7 чорний слон · b6 білий слон · a5 білий король · c5 білий пішак · h5 білий слон · d4 чорний кінь · e4 чорний пішак · a3 біла тура · b3 білий пішак · d3 чорний кінь · e3 чорний король · h3 білий кінь · a1 чорна тура · b1 чорна тура | d8 чорний ферзь · e7 чорний слон · b6 білий слон · a5 білий король · c5 білий пішак · h5 білий слон · d4 чорний кінь · e4 чорний пішак · a3 біла тура · b3 білий пішак · d3 чорний кінь · e3 чорний король · h3 білий кінь · a1 чорна тура · b1 чорна тура | d8 чорний ферзь · e7 чорний слон · b6 білий слон · a5 білий король · c5 білий пішак · h5 білий слон · d4 чорний кінь · e4 чорний пішак · a3 біла тура · b3 білий пішак · d3 чорний кінь · e3 чорний король · h3 білий кінь · a1 чорна тура · b1 чорна тура | d8 чорний ферзь · e7 чорний слон · b6 білий слон · a5 білий король · c5 білий пішак · h5 білий слон · d4 чорний кінь · e4 чорний пішак · a3 біла тура · b3 білий пішак · d3 чорний кінь · e3 чорний король · h3 білий кінь · a1 чорна тура · b1 чорна тура | d8 чорний ферзь · e7 чорний слон · b6 білий слон · a5 білий король · c5 білий пішак · h5 білий слон · d4 чорний кінь · e4 чорний пішак · a3 біла тура · b3 білий пішак · d3 чорний кінь · e3 чорний король · h3 білий кінь · a1 чорна тура · b1 чорна тура | d8 чорний ферзь · e7 чорний слон · b6 білий слон · a5 білий король · c5 білий пішак · h5 білий слон · d4 чорний кінь · e4 чорний пішак · a3 біла тура · b3 білий пішак · d3 чорний кінь · e3 чорний король · h3 білий кінь · a1 чорна тура · b1 чорна тура | d8 чорний ферзь · e7 чорний слон · b6 білий слон · a5 білий король · c5 білий пішак · h5 білий слон · d4 чорний кінь · e4 чорний пішак · a3 біла тура · b3 білий пішак · d3 чорний кінь · e3 чорний король · h3 білий кінь · a1 чорна тура · b1 чорна тура | 4 |
| 3 | d8 чорний ферзь · e7 чорний слон · b6 білий слон · a5 білий король · c5 білий пішак · h5 білий слон · d4 чорний кінь · e4 чорний пішак · a3 біла тура · b3 білий пішак · d3 чорний кінь · e3 чорний король · h3 білий кінь · a1 чорна тура · b1 чорна тура | d8 чорний ферзь · e7 чорний слон · b6 білий слон · a5 білий король · c5 білий пішак · h5 білий слон · d4 чорний кінь · e4 чорний пішак · a3 біла тура · b3 білий пішак · d3 чорний кінь · e3 чорний король · h3 білий кінь · a1 чорна тура · b1 чорна тура | d8 чорний ферзь · e7 чорний слон · b6 білий слон · a5 білий король · c5 білий пішак · h5 білий слон · d4 чорний кінь · e4 чорний пішак · a3 біла тура · b3 білий пішак · d3 чорний кінь · e3 чорний король · h3 білий кінь · a1 чорна тура · b1 чорна тура | d8 чорний ферзь · e7 чорний слон · b6 білий слон · a5 білий король · c5 білий пішак · h5 білий слон · d4 чорний кінь · e4 чорний пішак · a3 біла тура · b3 білий пішак · d3 чорний кінь · e3 чорний король · h3 білий кінь · a1 чорна тура · b1 чорна тура | d8 чорний ферзь · e7 чорний слон · b6 білий слон · a5 білий король · c5 білий пішак · h5 білий слон · d4 чорний кінь · e4 чорний пішак · a3 біла тура · b3 білий пішак · d3 чорний кінь · e3 чорний король · h3 білий кінь · a1 чорна тура · b1 чорна тура | d8 чорний ферзь · e7 чорний слон · b6 білий слон · a5 білий король · c5 білий пішак · h5 білий слон · d4 чорний кінь · e4 чорний пішак · a3 біла тура · b3 білий пішак · d3 чорний кінь · e3 чорний король · h3 білий кінь · a1 чорна тура · b1 чорна тура | d8 чорний ферзь · e7 чорний слон · b6 білий слон · a5 білий король · c5 білий пішак · h5 білий слон · d4 чорний кінь · e4 чорний пішак · a3 біла тура · b3 білий пішак · d3 чорний кінь · e3 чорний король · h3 білий кінь · a1 чорна тура · b1 чорна тура | d8 чорний ферзь · e7 чорний слон · b6 білий слон · a5 білий король · c5 білий пішак · h5 білий слон · d4 чорний кінь · e4 чорний пішак · a3 біла тура · b3 білий пішак · d3 чорний кінь · e3 чорний король · h3 білий кінь · a1 чорна тура · b1 чорна тура | 3 |
| 2 | d8 чорний ферзь · e7 чорний слон · b6 білий слон · a5 білий король · c5 білий пішак · h5 білий слон · d4 чорний кінь · e4 чорний пішак · a3 біла тура · b3 білий пішак · d3 чорний кінь · e3 чорний король · h3 білий кінь · a1 чорна тура · b1 чорна тура | d8 чорний ферзь · e7 чорний слон · b6 білий слон · a5 білий король · c5 білий пішак · h5 білий слон · d4 чорний кінь · e4 чорний пішак · a3 біла тура · b3 білий пішак · d3 чорний кінь · e3 чорний король · h3 білий кінь · a1 чорна тура · b1 чорна тура | d8 чорний ферзь · e7 чорний слон · b6 білий слон · a5 білий король · c5 білий пішак · h5 білий слон · d4 чорний кінь · e4 чорний пішак · a3 біла тура · b3 білий пішак · d3 чорний кінь · e3 чорний король · h3 білий кінь · a1 чорна тура · b1 чорна тура | d8 чорний ферзь · e7 чорний слон · b6 білий слон · a5 білий король · c5 білий пішак · h5 білий слон · d4 чорний кінь · e4 чорний пішак · a3 біла тура · b3 білий пішак · d3 чорний кінь · e3 чорний король · h3 білий кінь · a1 чорна тура · b1 чорна тура | d8 чорний ферзь · e7 чорний слон · b6 білий слон · a5 білий король · c5 білий пішак · h5 білий слон · d4 чорний кінь · e4 чорний пішак · a3 біла тура · b3 білий пішак · d3 чорний кінь · e3 чорний король · h3 білий кінь · a1 чорна тура · b1 чорна тура | d8 чорний ферзь · e7 чорний слон · b6 білий слон · a5 білий король · c5 білий пішак · h5 білий слон · d4 чорний кінь · e4 чорний пішак · a3 біла тура · b3 білий пішак · d3 чорний кінь · e3 чорний король · h3 білий кінь · a1 чорна тура · b1 чорна тура | d8 чорний ферзь · e7 чорний слон · b6 білий слон · a5 білий король · c5 білий пішак · h5 білий слон · d4 чорний кінь · e4 чорний пішак · a3 біла тура · b3 білий пішак · d3 чорний кінь · e3 чорний король · h3 білий кінь · a1 чорна тура · b1 чорна тура | d8 чорний ферзь · e7 чорний слон · b6 білий слон · a5 білий король · c5 білий пішак · h5 білий слон · d4 чорний кінь · e4 чорний пішак · a3 біла тура · b3 білий пішак · d3 чорний кінь · e3 чорний король · h3 білий кінь · a1 чорна тура · b1 чорна тура | 2 |
| 1 | d8 чорний ферзь · e7 чорний слон · b6 білий слон · a5 білий король · c5 білий пішак · h5 білий слон · d4 чорний кінь · e4 чорний пішак · a3 біла тура · b3 білий пішак · d3 чорний кінь · e3 чорний король · h3 білий кінь · a1 чорна тура · b1 чорна тура | d8 чорний ферзь · e7 чорний слон · b6 білий слон · a5 білий король · c5 білий пішак · h5 білий слон · d4 чорний кінь · e4 чорний пішак · a3 біла тура · b3 білий пішак · d3 чорний кінь · e3 чорний король · h3 білий кінь · a1 чорна тура · b1 чорна тура | d8 чорний ферзь · e7 чорний слон · b6 білий слон · a5 білий король · c5 білий пішак · h5 білий слон · d4 чорний кінь · e4 чорний пішак · a3 біла тура · b3 білий пішак · d3 чорний кінь · e3 чорний король · h3 білий кінь · a1 чорна тура · b1 чорна тура | d8 чорний ферзь · e7 чорний слон · b6 білий слон · a5 білий король · c5 білий пішак · h5 білий слон · d4 чорний кінь · e4 чорний пішак · a3 біла тура · b3 білий пішак · d3 чорний кінь · e3 чорний король · h3 білий кінь · a1 чорна тура · b1 чорна тура | d8 чорний ферзь · e7 чорний слон · b6 білий слон · a5 білий король · c5 білий пішак · h5 білий слон · d4 чорний кінь · e4 чорний пішак · a3 біла тура · b3 білий пішак · d3 чорний кінь · e3 чорний король · h3 білий кінь · a1 чорна тура · b1 чорна тура | d8 чорний ферзь · e7 чорний слон · b6 білий слон · a5 білий король · c5 білий пішак · h5 білий слон · d4 чорний кінь · e4 чорний пішак · a3 біла тура · b3 білий пішак · d3 чорний кінь · e3 чорний король · h3 білий кінь · a1 чорна тура · b1 чорна тура | d8 чорний ферзь · e7 чорний слон · b6 білий слон · a5 білий король · c5 білий пішак · h5 білий слон · d4 чорний кінь · e4 чорний пішак · a3 біла тура · b3 білий пішак · d3 чорний кінь · e3 чорний король · h3 білий кінь · a1 чорна тура · b1 чорна тура | d8 чорний ферзь · e7 чорний слон · b6 білий слон · a5 білий король · c5 білий пішак · h5 білий слон · d4 чорний кінь · e4 чорний пішак · a3 біла тура · b3 білий пішак · d3 чорний кінь · e3 чорний король · h3 білий кінь · a1 чорна тура · b1 чорна тура | 1 |
|   | a | b | c | d | e | f | g | h |   |

2 Sol

І  1. Tb3  Lc7 2. Tb6 Lf4#
ІІ 1. Lc5    Ta2 2. La3 Te2#

### Чорна форма теми
При вираженні теми в чорній формі, в рішенні чорні фігури рухаються по лінії своєї зв'язки..
|   | a | b | c | d | e | f | g | h |   |
| 8 | b8 чорний слон · d8 білий король · d7 білий ферзь · c6 білий слон · g6 чорний пішак · e5 біла тура · g5 білий пішак · h5 чорний пішак · e4 чорний слон · f3 білий пішак · h3 чорний пішак · a2 біла тура · d2 чорна тура · e2 чорний король · f2 білий пішак · g2 чорний пішак · a1 чорна тура · b1 чорний кінь · e1 чорний ферзь · f1 чорний кінь | b8 чорний слон · d8 білий король · d7 білий ферзь · c6 білий слон · g6 чорний пішак · e5 біла тура · g5 білий пішак · h5 чорний пішак · e4 чорний слон · f3 білий пішак · h3 чорний пішак · a2 біла тура · d2 чорна тура · e2 чорний король · f2 білий пішак · g2 чорний пішак · a1 чорна тура · b1 чорний кінь · e1 чорний ферзь · f1 чорний кінь | b8 чорний слон · d8 білий король · d7 білий ферзь · c6 білий слон · g6 чорний пішак · e5 біла тура · g5 білий пішак · h5 чорний пішак · e4 чорний слон · f3 білий пішак · h3 чорний пішак · a2 біла тура · d2 чорна тура · e2 чорний король · f2 білий пішак · g2 чорний пішак · a1 чорна тура · b1 чорний кінь · e1 чорний ферзь · f1 чорний кінь | b8 чорний слон · d8 білий король · d7 білий ферзь · c6 білий слон · g6 чорний пішак · e5 біла тура · g5 білий пішак · h5 чорний пішак · e4 чорний слон · f3 білий пішак · h3 чорний пішак · a2 біла тура · d2 чорна тура · e2 чорний король · f2 білий пішак · g2 чорний пішак · a1 чорна тура · b1 чорний кінь · e1 чорний ферзь · f1 чорний кінь | b8 чорний слон · d8 білий король · d7 білий ферзь · c6 білий слон · g6 чорний пішак · e5 біла тура · g5 білий пішак · h5 чорний пішак · e4 чорний слон · f3 білий пішак · h3 чорний пішак · a2 біла тура · d2 чорна тура · e2 чорний король · f2 білий пішак · g2 чорний пішак · a1 чорна тура · b1 чорний кінь · e1 чорний ферзь · f1 чорний кінь | b8 чорний слон · d8 білий король · d7 білий ферзь · c6 білий слон · g6 чорний пішак · e5 біла тура · g5 білий пішак · h5 чорний пішак · e4 чорний слон · f3 білий пішак · h3 чорний пішак · a2 біла тура · d2 чорна тура · e2 чорний король · f2 білий пішак · g2 чорний пішак · a1 чорна тура · b1 чорний кінь · e1 чорний ферзь · f1 чорний кінь | b8 чорний слон · d8 білий король · d7 білий ферзь · c6 білий слон · g6 чорний пішак · e5 біла тура · g5 білий пішак · h5 чорний пішак · e4 чорний слон · f3 білий пішак · h3 чорний пішак · a2 біла тура · d2 чорна тура · e2 чорний король · f2 білий пішак · g2 чорний пішак · a1 чорна тура · b1 чорний кінь · e1 чорний ферзь · f1 чорний кінь | b8 чорний слон · d8 білий король · d7 білий ферзь · c6 білий слон · g6 чорний пішак · e5 біла тура · g5 білий пішак · h5 чорний пішак · e4 чорний слон · f3 білий пішак · h3 чорний пішак · a2 біла тура · d2 чорна тура · e2 чорний король · f2 білий пішак · g2 чорний пішак · a1 чорна тура · b1 чорний кінь · e1 чорний ферзь · f1 чорний кінь | 8 |
| 7 | b8 чорний слон · d8 білий король · d7 білий ферзь · c6 білий слон · g6 чорний пішак · e5 біла тура · g5 білий пішак · h5 чорний пішак · e4 чорний слон · f3 білий пішак · h3 чорний пішак · a2 біла тура · d2 чорна тура · e2 чорний король · f2 білий пішак · g2 чорний пішак · a1 чорна тура · b1 чорний кінь · e1 чорний ферзь · f1 чорний кінь | b8 чорний слон · d8 білий король · d7 білий ферзь · c6 білий слон · g6 чорний пішак · e5 біла тура · g5 білий пішак · h5 чорний пішак · e4 чорний слон · f3 білий пішак · h3 чорний пішак · a2 біла тура · d2 чорна тура · e2 чорний король · f2 білий пішак · g2 чорний пішак · a1 чорна тура · b1 чорний кінь · e1 чорний ферзь · f1 чорний кінь | b8 чорний слон · d8 білий король · d7 білий ферзь · c6 білий слон · g6 чорний пішак · e5 біла тура · g5 білий пішак · h5 чорний пішак · e4 чорний слон · f3 білий пішак · h3 чорний пішак · a2 біла тура · d2 чорна тура · e2 чорний король · f2 білий пішак · g2 чорний пішак · a1 чорна тура · b1 чорний кінь · e1 чорний ферзь · f1 чорний кінь | b8 чорний слон · d8 білий король · d7 білий ферзь · c6 білий слон · g6 чорний пішак · e5 біла тура · g5 білий пішак · h5 чорний пішак · e4 чорний слон · f3 білий пішак · h3 чорний пішак · a2 біла тура · d2 чорна тура · e2 чорний король · f2 білий пішак · g2 чорний пішак · a1 чорна тура · b1 чорний кінь · e1 чорний ферзь · f1 чорний кінь | b8 чорний слон · d8 білий король · d7 білий ферзь · c6 білий слон · g6 чорний пішак · e5 біла тура · g5 білий пішак · h5 чорний пішак · e4 чорний слон · f3 білий пішак · h3 чорний пішак · a2 біла тура · d2 чорна тура · e2 чорний король · f2 білий пішак · g2 чорний пішак · a1 чорна тура · b1 чорний кінь · e1 чорний ферзь · f1 чорний кінь | b8 чорний слон · d8 білий король · d7 білий ферзь · c6 білий слон · g6 чорний пішак · e5 біла тура · g5 білий пішак · h5 чорний пішак · e4 чорний слон · f3 білий пішак · h3 чорний пішак · a2 біла тура · d2 чорна тура · e2 чорний король · f2 білий пішак · g2 чорний пішак · a1 чорна тура · b1 чорний кінь · e1 чорний ферзь · f1 чорний кінь | b8 чорний слон · d8 білий король · d7 білий ферзь · c6 білий слон · g6 чорний пішак · e5 біла тура · g5 білий пішак · h5 чорний пішак · e4 чорний слон · f3 білий пішак · h3 чорний пішак · a2 біла тура · d2 чорна тура · e2 чорний король · f2 білий пішак · g2 чорний пішак · a1 чорна тура · b1 чорний кінь · e1 чорний ферзь · f1 чорний кінь | b8 чорний слон · d8 білий король · d7 білий ферзь · c6 білий слон · g6 чорний пішак · e5 біла тура · g5 білий пішак · h5 чорний пішак · e4 чорний слон · f3 білий пішак · h3 чорний пішак · a2 біла тура · d2 чорна тура · e2 чорний король · f2 білий пішак · g2 чорний пішак · a1 чорна тура · b1 чорний кінь · e1 чорний ферзь · f1 чорний кінь | 7 |
| 6 | b8 чорний слон · d8 білий король · d7 білий ферзь · c6 білий слон · g6 чорний пішак · e5 біла тура · g5 білий пішак · h5 чорний пішак · e4 чорний слон · f3 білий пішак · h3 чорний пішак · a2 біла тура · d2 чорна тура · e2 чорний король · f2 білий пішак · g2 чорний пішак · a1 чорна тура · b1 чорний кінь · e1 чорний ферзь · f1 чорний кінь | b8 чорний слон · d8 білий король · d7 білий ферзь · c6 білий слон · g6 чорний пішак · e5 біла тура · g5 білий пішак · h5 чорний пішак · e4 чорний слон · f3 білий пішак · h3 чорний пішак · a2 біла тура · d2 чорна тура · e2 чорний король · f2 білий пішак · g2 чорний пішак · a1 чорна тура · b1 чорний кінь · e1 чорний ферзь · f1 чорний кінь | b8 чорний слон · d8 білий король · d7 білий ферзь · c6 білий слон · g6 чорний пішак · e5 біла тура · g5 білий пішак · h5 чорний пішак · e4 чорний слон · f3 білий пішак · h3 чорний пішак · a2 біла тура · d2 чорна тура · e2 чорний король · f2 білий пішак · g2 чорний пішак · a1 чорна тура · b1 чорний кінь · e1 чорний ферзь · f1 чорний кінь | b8 чорний слон · d8 білий король · d7 білий ферзь · c6 білий слон · g6 чорний пішак · e5 біла тура · g5 білий пішак · h5 чорний пішак · e4 чорний слон · f3 білий пішак · h3 чорний пішак · a2 біла тура · d2 чорна тура · e2 чорний король · f2 білий пішак · g2 чорний пішак · a1 чорна тура · b1 чорний кінь · e1 чорний ферзь · f1 чорний кінь | b8 чорний слон · d8 білий король · d7 білий ферзь · c6 білий слон · g6 чорний пішак · e5 біла тура · g5 білий пішак · h5 чорний пішак · e4 чорний слон · f3 білий пішак · h3 чорний пішак · a2 біла тура · d2 чорна тура · e2 чорний король · f2 білий пішак · g2 чорний пішак · a1 чорна тура · b1 чорний кінь · e1 чорний ферзь · f1 чорний кінь | b8 чорний слон · d8 білий король · d7 білий ферзь · c6 білий слон · g6 чорний пішак · e5 біла тура · g5 білий пішак · h5 чорний пішак · e4 чорний слон · f3 білий пішак · h3 чорний пішак · a2 біла тура · d2 чорна тура · e2 чорний король · f2 білий пішак · g2 чорний пішак · a1 чорна тура · b1 чорний кінь · e1 чорний ферзь · f1 чорний кінь | b8 чорний слон · d8 білий король · d7 білий ферзь · c6 білий слон · g6 чорний пішак · e5 біла тура · g5 білий пішак · h5 чорний пішак · e4 чорний слон · f3 білий пішак · h3 чорний пішак · a2 біла тура · d2 чорна тура · e2 чорний король · f2 білий пішак · g2 чорний пішак · a1 чорна тура · b1 чорний кінь · e1 чорний ферзь · f1 чорний кінь | b8 чорний слон · d8 білий король · d7 білий ферзь · c6 білий слон · g6 чорний пішак · e5 біла тура · g5 білий пішак · h5 чорний пішак · e4 чорний слон · f3 білий пішак · h3 чорний пішак · a2 біла тура · d2 чорна тура · e2 чорний король · f2 білий пішак · g2 чорний пішак · a1 чорна тура · b1 чорний кінь · e1 чорний ферзь · f1 чорний кінь | 6 |
| 5 | b8 чорний слон · d8 білий король · d7 білий ферзь · c6 білий слон · g6 чорний пішак · e5 біла тура · g5 білий пішак · h5 чорний пішак · e4 чорний слон · f3 білий пішак · h3 чорний пішак · a2 біла тура · d2 чорна тура · e2 чорний король · f2 білий пішак · g2 чорний пішак · a1 чорна тура · b1 чорний кінь · e1 чорний ферзь · f1 чорний кінь | b8 чорний слон · d8 білий король · d7 білий ферзь · c6 білий слон · g6 чорний пішак · e5 біла тура · g5 білий пішак · h5 чорний пішак · e4 чорний слон · f3 білий пішак · h3 чорний пішак · a2 біла тура · d2 чорна тура · e2 чорний король · f2 білий пішак · g2 чорний пішак · a1 чорна тура · b1 чорний кінь · e1 чорний ферзь · f1 чорний кінь | b8 чорний слон · d8 білий король · d7 білий ферзь · c6 білий слон · g6 чорний пішак · e5 біла тура · g5 білий пішак · h5 чорний пішак · e4 чорний слон · f3 білий пішак · h3 чорний пішак · a2 біла тура · d2 чорна тура · e2 чорний король · f2 білий пішак · g2 чорний пішак · a1 чорна тура · b1 чорний кінь · e1 чорний ферзь · f1 чорний кінь | b8 чорний слон · d8 білий король · d7 білий ферзь · c6 білий слон · g6 чорний пішак · e5 біла тура · g5 білий пішак · h5 чорний пішак · e4 чорний слон · f3 білий пішак · h3 чорний пішак · a2 біла тура · d2 чорна тура · e2 чорний король · f2 білий пішак · g2 чорний пішак · a1 чорна тура · b1 чорний кінь · e1 чорний ферзь · f1 чорний кінь | b8 чорний слон · d8 білий король · d7 білий ферзь · c6 білий слон · g6 чорний пішак · e5 біла тура · g5 білий пішак · h5 чорний пішак · e4 чорний слон · f3 білий пішак · h3 чорний пішак · a2 біла тура · d2 чорна тура · e2 чорний король · f2 білий пішак · g2 чорний пішак · a1 чорна тура · b1 чорний кінь · e1 чорний ферзь · f1 чорний кінь | b8 чорний слон · d8 білий король · d7 білий ферзь · c6 білий слон · g6 чорний пішак · e5 біла тура · g5 білий пішак · h5 чорний пішак · e4 чорний слон · f3 білий пішак · h3 чорний пішак · a2 біла тура · d2 чорна тура · e2 чорний король · f2 білий пішак · g2 чорний пішак · a1 чорна тура · b1 чорний кінь · e1 чорний ферзь · f1 чорний кінь | b8 чорний слон · d8 білий король · d7 білий ферзь · c6 білий слон · g6 чорний пішак · e5 біла тура · g5 білий пішак · h5 чорний пішак · e4 чорний слон · f3 білий пішак · h3 чорний пішак · a2 біла тура · d2 чорна тура · e2 чорний король · f2 білий пішак · g2 чорний пішак · a1 чорна тура · b1 чорний кінь · e1 чорний ферзь · f1 чорний кінь | b8 чорний слон · d8 білий король · d7 білий ферзь · c6 білий слон · g6 чорний пішак · e5 біла тура · g5 білий пішак · h5 чорний пішак · e4 чорний слон · f3 білий пішак · h3 чорний пішак · a2 біла тура · d2 чорна тура · e2 чорний король · f2 білий пішак · g2 чорний пішак · a1 чорна тура · b1 чорний кінь · e1 чорний ферзь · f1 чорний кінь | 5 |
| 4 | b8 чорний слон · d8 білий король · d7 білий ферзь · c6 білий слон · g6 чорний пішак · e5 біла тура · g5 білий пішак · h5 чорний пішак · e4 чорний слон · f3 білий пішак · h3 чорний пішак · a2 біла тура · d2 чорна тура · e2 чорний король · f2 білий пішак · g2 чорний пішак · a1 чорна тура · b1 чорний кінь · e1 чорний ферзь · f1 чорний кінь | b8 чорний слон · d8 білий король · d7 білий ферзь · c6 білий слон · g6 чорний пішак · e5 біла тура · g5 білий пішак · h5 чорний пішак · e4 чорний слон · f3 білий пішак · h3 чорний пішак · a2 біла тура · d2 чорна тура · e2 чорний король · f2 білий пішак · g2 чорний пішак · a1 чорна тура · b1 чорний кінь · e1 чорний ферзь · f1 чорний кінь | b8 чорний слон · d8 білий король · d7 білий ферзь · c6 білий слон · g6 чорний пішак · e5 біла тура · g5 білий пішак · h5 чорний пішак · e4 чорний слон · f3 білий пішак · h3 чорний пішак · a2 біла тура · d2 чорна тура · e2 чорний король · f2 білий пішак · g2 чорний пішак · a1 чорна тура · b1 чорний кінь · e1 чорний ферзь · f1 чорний кінь | b8 чорний слон · d8 білий король · d7 білий ферзь · c6 білий слон · g6 чорний пішак · e5 біла тура · g5 білий пішак · h5 чорний пішак · e4 чорний слон · f3 білий пішак · h3 чорний пішак · a2 біла тура · d2 чорна тура · e2 чорний король · f2 білий пішак · g2 чорний пішак · a1 чорна тура · b1 чорний кінь · e1 чорний ферзь · f1 чорний кінь | b8 чорний слон · d8 білий король · d7 білий ферзь · c6 білий слон · g6 чорний пішак · e5 біла тура · g5 білий пішак · h5 чорний пішак · e4 чорний слон · f3 білий пішак · h3 чорний пішак · a2 біла тура · d2 чорна тура · e2 чорний король · f2 білий пішак · g2 чорний пішак · a1 чорна тура · b1 чорний кінь · e1 чорний ферзь · f1 чорний кінь | b8 чорний слон · d8 білий король · d7 білий ферзь · c6 білий слон · g6 чорний пішак · e5 біла тура · g5 білий пішак · h5 чорний пішак · e4 чорний слон · f3 білий пішак · h3 чорний пішак · a2 біла тура · d2 чорна тура · e2 чорний король · f2 білий пішак · g2 чорний пішак · a1 чорна тура · b1 чорний кінь · e1 чорний ферзь · f1 чорний кінь | b8 чорний слон · d8 білий король · d7 білий ферзь · c6 білий слон · g6 чорний пішак · e5 біла тура · g5 білий пішак · h5 чорний пішак · e4 чорний слон · f3 білий пішак · h3 чорний пішак · a2 біла тура · d2 чорна тура · e2 чорний король · f2 білий пішак · g2 чорний пішак · a1 чорна тура · b1 чорний кінь · e1 чорний ферзь · f1 чорний кінь | b8 чорний слон · d8 білий король · d7 білий ферзь · c6 білий слон · g6 чорний пішак · e5 біла тура · g5 білий пішак · h5 чорний пішак · e4 чорний слон · f3 білий пішак · h3 чорний пішак · a2 біла тура · d2 чорна тура · e2 чорний король · f2 білий пішак · g2 чорний пішак · a1 чорна тура · b1 чорний кінь · e1 чорний ферзь · f1 чорний кінь | 4 |
| 3 | b8 чорний слон · d8 білий король · d7 білий ферзь · c6 білий слон · g6 чорний пішак · e5 біла тура · g5 білий пішак · h5 чорний пішак · e4 чорний слон · f3 білий пішак · h3 чорний пішак · a2 біла тура · d2 чорна тура · e2 чорний король · f2 білий пішак · g2 чорний пішак · a1 чорна тура · b1 чорний кінь · e1 чорний ферзь · f1 чорний кінь | b8 чорний слон · d8 білий король · d7 білий ферзь · c6 білий слон · g6 чорний пішак · e5 біла тура · g5 білий пішак · h5 чорний пішак · e4 чорний слон · f3 білий пішак · h3 чорний пішак · a2 біла тура · d2 чорна тура · e2 чорний король · f2 білий пішак · g2 чорний пішак · a1 чорна тура · b1 чорний кінь · e1 чорний ферзь · f1 чорний кінь | b8 чорний слон · d8 білий король · d7 білий ферзь · c6 білий слон · g6 чорний пішак · e5 біла тура · g5 білий пішак · h5 чорний пішак · e4 чорний слон · f3 білий пішак · h3 чорний пішак · a2 біла тура · d2 чорна тура · e2 чорний король · f2 білий пішак · g2 чорний пішак · a1 чорна тура · b1 чорний кінь · e1 чорний ферзь · f1 чорний кінь | b8 чорний слон · d8 білий король · d7 білий ферзь · c6 білий слон · g6 чорний пішак · e5 біла тура · g5 білий пішак · h5 чорний пішак · e4 чорний слон · f3 білий пішак · h3 чорний пішак · a2 біла тура · d2 чорна тура · e2 чорний король · f2 білий пішак · g2 чорний пішак · a1 чорна тура · b1 чорний кінь · e1 чорний ферзь · f1 чорний кінь | b8 чорний слон · d8 білий король · d7 білий ферзь · c6 білий слон · g6 чорний пішак · e5 біла тура · g5 білий пішак · h5 чорний пішак · e4 чорний слон · f3 білий пішак · h3 чорний пішак · a2 біла тура · d2 чорна тура · e2 чорний король · f2 білий пішак · g2 чорний пішак · a1 чорна тура · b1 чорний кінь · e1 чорний ферзь · f1 чорний кінь | b8 чорний слон · d8 білий король · d7 білий ферзь · c6 білий слон · g6 чорний пішак · e5 біла тура · g5 білий пішак · h5 чорний пішак · e4 чорний слон · f3 білий пішак · h3 чорний пішак · a2 біла тура · d2 чорна тура · e2 чорний король · f2 білий пішак · g2 чорний пішак · a1 чорна тура · b1 чорний кінь · e1 чорний ферзь · f1 чорний кінь | b8 чорний слон · d8 білий король · d7 білий ферзь · c6 білий слон · g6 чорний пішак · e5 біла тура · g5 білий пішак · h5 чорний пішак · e4 чорний слон · f3 білий пішак · h3 чорний пішак · a2 біла тура · d2 чорна тура · e2 чорний король · f2 білий пішак · g2 чорний пішак · a1 чорна тура · b1 чорний кінь · e1 чорний ферзь · f1 чорний кінь | b8 чорний слон · d8 білий король · d7 білий ферзь · c6 білий слон · g6 чорний пішак · e5 біла тура · g5 білий пішак · h5 чорний пішак · e4 чорний слон · f3 білий пішак · h3 чорний пішак · a2 біла тура · d2 чорна тура · e2 чорний король · f2 білий пішак · g2 чорний пішак · a1 чорна тура · b1 чорний кінь · e1 чорний ферзь · f1 чорний кінь | 3 |
| 2 | b8 чорний слон · d8 білий король · d7 білий ферзь · c6 білий слон · g6 чорний пішак · e5 біла тура · g5 білий пішак · h5 чорний пішак · e4 чорний слон · f3 білий пішак · h3 чорний пішак · a2 біла тура · d2 чорна тура · e2 чорний король · f2 білий пішак · g2 чорний пішак · a1 чорна тура · b1 чорний кінь · e1 чорний ферзь · f1 чорний кінь | b8 чорний слон · d8 білий король · d7 білий ферзь · c6 білий слон · g6 чорний пішак · e5 біла тура · g5 білий пішак · h5 чорний пішак · e4 чорний слон · f3 білий пішак · h3 чорний пішак · a2 біла тура · d2 чорна тура · e2 чорний король · f2 білий пішак · g2 чорний пішак · a1 чорна тура · b1 чорний кінь · e1 чорний ферзь · f1 чорний кінь | b8 чорний слон · d8 білий король · d7 білий ферзь · c6 білий слон · g6 чорний пішак · e5 біла тура · g5 білий пішак · h5 чорний пішак · e4 чорний слон · f3 білий пішак · h3 чорний пішак · a2 біла тура · d2 чорна тура · e2 чорний король · f2 білий пішак · g2 чорний пішак · a1 чорна тура · b1 чорний кінь · e1 чорний ферзь · f1 чорний кінь | b8 чорний слон · d8 білий король · d7 білий ферзь · c6 білий слон · g6 чорний пішак · e5 біла тура · g5 білий пішак · h5 чорний пішак · e4 чорний слон · f3 білий пішак · h3 чорний пішак · a2 біла тура · d2 чорна тура · e2 чорний король · f2 білий пішак · g2 чорний пішак · a1 чорна тура · b1 чорний кінь · e1 чорний ферзь · f1 чорний кінь | b8 чорний слон · d8 білий король · d7 білий ферзь · c6 білий слон · g6 чорний пішак · e5 біла тура · g5 білий пішак · h5 чорний пішак · e4 чорний слон · f3 білий пішак · h3 чорний пішак · a2 біла тура · d2 чорна тура · e2 чорний король · f2 білий пішак · g2 чорний пішак · a1 чорна тура · b1 чорний кінь · e1 чорний ферзь · f1 чорний кінь | b8 чорний слон · d8 білий король · d7 білий ферзь · c6 білий слон · g6 чорний пішак · e5 біла тура · g5 білий пішак · h5 чорний пішак · e4 чорний слон · f3 білий пішак · h3 чорний пішак · a2 біла тура · d2 чорна тура · e2 чорний король · f2 білий пішак · g2 чорний пішак · a1 чорна тура · b1 чорний кінь · e1 чорний ферзь · f1 чорний кінь | b8 чорний слон · d8 білий король · d7 білий ферзь · c6 білий слон · g6 чорний пішак · e5 біла тура · g5 білий пішак · h5 чорний пішак · e4 чорний слон · f3 білий пішак · h3 чорний пішак · a2 біла тура · d2 чорна тура · e2 чорний король · f2 білий пішак · g2 чорний пішак · a1 чорна тура · b1 чорний кінь · e1 чорний ферзь · f1 чорний кінь | b8 чорний слон · d8 білий король · d7 білий ферзь · c6 білий слон · g6 чорний пішак · e5 біла тура · g5 білий пішак · h5 чорний пішак · e4 чорний слон · f3 білий пішак · h3 чорний пішак · a2 біла тура · d2 чорна тура · e2 чорний король · f2 білий пішак · g2 чорний пішак · a1 чорна тура · b1 чорний кінь · e1 чорний ферзь · f1 чорний кінь | 2 |
| 1 | b8 чорний слон · d8 білий король · d7 білий ферзь · c6 білий слон · g6 чорний пішак · e5 біла тура · g5 білий пішак · h5 чорний пішак · e4 чорний слон · f3 білий пішак · h3 чорний пішак · a2 біла тура · d2 чорна тура · e2 чорний король · f2 білий пішак · g2 чорний пішак · a1 чорна тура · b1 чорний кінь · e1 чорний ферзь · f1 чорний кінь | b8 чорний слон · d8 білий король · d7 білий ферзь · c6 білий слон · g6 чорний пішак · e5 біла тура · g5 білий пішак · h5 чорний пішак · e4 чорний слон · f3 білий пішак · h3 чорний пішак · a2 біла тура · d2 чорна тура · e2 чорний король · f2 білий пішак · g2 чорний пішак · a1 чорна тура · b1 чорний кінь · e1 чорний ферзь · f1 чорний кінь | b8 чорний слон · d8 білий король · d7 білий ферзь · c6 білий слон · g6 чорний пішак · e5 біла тура · g5 білий пішак · h5 чорний пішак · e4 чорний слон · f3 білий пішак · h3 чорний пішак · a2 біла тура · d2 чорна тура · e2 чорний король · f2 білий пішак · g2 чорний пішак · a1 чорна тура · b1 чорний кінь · e1 чорний ферзь · f1 чорний кінь | b8 чорний слон · d8 білий король · d7 білий ферзь · c6 білий слон · g6 чорний пішак · e5 біла тура · g5 білий пішак · h5 чорний пішак · e4 чорний слон · f3 білий пішак · h3 чорний пішак · a2 біла тура · d2 чорна тура · e2 чорний король · f2 білий пішак · g2 чорний пішак · a1 чорна тура · b1 чорний кінь · e1 чорний ферзь · f1 чорний кінь | b8 чорний слон · d8 білий король · d7 білий ферзь · c6 білий слон · g6 чорний пішак · e5 біла тура · g5 білий пішак · h5 чорний пішак · e4 чорний слон · f3 білий пішак · h3 чорний пішак · a2 біла тура · d2 чорна тура · e2 чорний король · f2 білий пішак · g2 чорний пішак · a1 чорна тура · b1 чорний кінь · e1 чорний ферзь · f1 чорний кінь | b8 чорний слон · d8 білий король · d7 білий ферзь · c6 білий слон · g6 чорний пішак · e5 біла тура · g5 білий пішак · h5 чорний пішак · e4 чорний слон · f3 білий пішак · h3 чорний пішак · a2 біла тура · d2 чорна тура · e2 чорний король · f2 білий пішак · g2 чорний пішак · a1 чорна тура · b1 чорний кінь · e1 чорний ферзь · f1 чорний кінь | b8 чорний слон · d8 білий король · d7 білий ферзь · c6 білий слон · g6 чорний пішак · e5 біла тура · g5 білий пішак · h5 чорний пішак · e4 чорний слон · f3 білий пішак · h3 чорний пішак · a2 біла тура · d2 чорна тура · e2 чорний король · f2 білий пішак · g2 чорний пішак · a1 чорна тура · b1 чорний кінь · e1 чорний ферзь · f1 чорний кінь | b8 чорний слон · d8 білий король · d7 білий ферзь · c6 білий слон · g6 чорний пішак · e5 біла тура · g5 білий пішак · h5 чорний пішак · e4 чорний слон · f3 білий пішак · h3 чорний пішак · a2 біла тура · d2 чорна тура · e2 чорний король · f2 білий пішак · g2 чорний пішак · a1 чорна тура · b1 чорний кінь · e1 чорний ферзь · f1 чорний кінь | 1 |
|   | a | b | c | d | e | f | g | h |   |

2 Sol

І  1. Kd1 Tc5 2. Td3 La4#
ІІ 1. Kf3 Ta4 2. Ld5 Df7#

### Повна форма
Повна, або чорно-біла форма — це коли в рішенні рухаються по своїй лінії зв'язки чорні фігури, а білі фігури рухаються по своїй лінії зв'язки.